# Kretzschau
Kretzschau è un comune tedesco di 2 376 abitanti situato nel land della Sassonia-Anhalt.
Il 1º gennaio 2010 vi sono stati aggregati i comuni di Grana e Döschwitz.